# El jardín de Olivia
El jardín de Olivia es una telenovela dramática chilena creada por Jonathan Cuchacovich, con María Eugenia Rencoret y Pablo Ávila como productores ejecutivos. Estrenada por Mega el 17 de marzo de 2025, sucediendo en el horario diurno a Juego de ilusiones.
Protagonizada por Nicole Espinoza, Francisco Gormaz y Violeta Silva, coprotagonizada por Ignacia Sepúlveda y Alonso Quinteros con  Begoña Basauri, Alejandro Trejo, César Sepúlveda y Juan Carlos Maldonado en los roles antagónicos.

## Sinopsis
Diana se infiltra como terapeuta ocupacional en una poderosa familia santiaguina para investigar la muerte de su madre. Al trabajar con Olivia, descubre oscuros secretos que amenazan con destruir la imagen perfecta de los Walker.

## Reparto
Una lista completa del reparto confirmado se publicó a través de Mega el 30 de enero de 2025.

### Principales
- Nicole Espinoza como Diana Guerrero[4]
- Francisco Gormaz como Clemente Walker
- Begoña Basauri como Vanessa Riesco[5]
- César Sepúlveda como Omar Droguett
- Catalina Guerra como Bernarda Vial
- Alejandro Trejo como Luis Emilio Walker
- Francisca Gavilán como Gloria González
- Catalina Castelblanco como Ignacia Walker[6]
- Francisco Dañobeitía como Joaquín Undurraga
- Alonso Quintero como Bastián Walker
- Ricardo Vergara como Ramiro Leiva
- Ignacia Sepúlveda como Jessica Reyes
- Jacinta Rodríguez como Karina Mendoza
- Violeta Silva como Olivia Walker

### Recurrentes e invitados especiales
- César Caillet como Raúl Guerrero
- Simón Beltrán como Samuel Guerrero
- Catalina Stuardo como Mariana Salinas
- Romina Norambuena como Leonor Silva
- Juan Carlos Maldonado como Gonzalo Carrasco
- Elvis Fuentes como Walter Sanhueza

## Rating
| Año           | Mes                 | Días    | Días    | Días    | Días    | Días    | Días    | Días    | Días    | Días    | Días    | Días    | Días    | Días    | Días    | Días    | Días    | Días    | Días    | Días    | Días    | Días    | Días    | Días    | Días    | Días    | Días    | Días    | Días    | Días    | Días    | Días    |
| Año           | Mes                 | 1       | 2       | 3       | 4       | 5       | 6       | 7       | 8       | 9       | 10      | 11      | 12      | 13      | 14      | 15      | 16      | 17      | 18      | 19      | 20      | 21      | 22      | 23      | 24      | 25      | 26      | 27      | 28      | 29      | 30      | 31      |
| ------------- | ------------------- | ------- | ------- | ------- | ------- | ------- | ------- | ------- | ------- | ------- | ------- | ------- | ------- | ------- | ------- | ------- | ------- | ------- | ------- | ------- | ------- | ------- | ------- | ------- | ------- | ------- | ------- | ------- | ------- | ------- | ------- | ------- |
| 2025          | Marzo               | —       | —       | —       | —       | —       | —       | —       | —       | —       | —       | —       | —       | —       | —       | —       | —       | 10,3    | 13,3    | 8,1     | 7,6     | 7,2     | —       | —       | 7,7     | 7,0     | 6,8     | 7,7     | 8,1     | —       | —       | 8,8     |
| 2025          | Nuevo Rating (Rat#) |         |         |         |         |         |         |         |         |         |         |         |         |         |         |         |         |         |         |         |         |         |         |         |         |         |         |         |         |         |         |         |
| 2025          | Abril               | 522.168 | 608.000 | 551.247 | 479.000 | –       | –       | 640.000 | 549.000 | 507.000 | 546.000 | 541.000 | –       | –       | 567.000 | 564.000 | 513.000 | /       | –       | –       | –       | 542.000 | 614.000 | 589.000 | 561.000 | 468.000 | –       | –       | 514.000 | 558.000 | 592.000 | –       |
| 2025          | Mayo                | 539.000 | 466.000 | –       | –       | 529.000 | 518.000 | 517.000 | /       | 489.000 | –       | –       | 592.000 | 550.000 | 488.000 | 564.000 | 527.000 | –       | –       | 537.000 | 540.000 | /       | /       | 551.000 | –       | –       | 612.000 | 551.000 | 507.000 | /       | 514.000 | –       |
| 2025          | Junio               | –       | /       | 676.000 | 530.000 | 540.000 | 526.000 | –       | –       | 551.000 | –       | 563.000 | 597.000 | 598.000 | –       | –       | 694.000 | 704.000 | 558.000 | 538.000 | 457.000 | –       | –       | 530.000 | 638.000 | 653.000 | /       | 525.000 | –       | –       | 521.000 | –       |
| 2025          | Julio               | 531.000 | 510.000 | 536.000 | 463.000 | –       | –       | /       | /       | 518.000 | 623.000 | 501.000 | –       | –       | 581.000 | 580.000 | /       | 539.000 | 611.000 | –       | –       | 619.000 | /       | 631.000 | 535.000 | 582.000 | –       | –       | 599.000 | 586.000 | –       | 593.000 |
| 2025          | Agosto              | 558.000 | –       | –       | 696.000 | 526.000 | 543.000 | 575.000 | 547.000 | –       | –       | /       | 591.000 | 561.000 | 676.000 | 475.000 | –       | –       | 585.000 | 580.000 |         |         |         |         |         |         |         |         |         |         |         |         |
| Fuentes:IBOPE |                     |         |         |         |         |         |         |         |         |         |         |         |         |         |         |         |         |         |         |         |         |         |         |         |         |         |         |         |         |         |         |         |